# Arnaud Join-Lambert
 (décembre 2024).
Il peut être nécessaire de l'améliorer pour respecter le principe de neutralité de point de vue. Veuillez consulter la page de discussion pour plus de détails.

Pour les articles homonymes, voir Join-Lambert.
Arnaud Join-Lambert est un théologien franco-suisse né en 1968 à Versailles.

## Biographie
Arnaud Join-Lambert a étudié la théologie à l'Université de Trèves, à l'Institut catholique de Paris et à Fribourg ; il est docteur en théologie de l'université de Fribourg en 2001, et a obtenu l'habilitation en théologie en 2005.
Il est professeur à l’université catholique de Louvain en Belgique depuis 2005. Il y enseigne la théologie pratique et la liturgie. Il est président de l’École doctorale de théologie et d'études bibliques.
Ses recherches portent sur la synodalité, particulièrement dans le cadre du synode diocésain ; les mutations des paroisses et du ministère des prêtres ; la liturgie des Heures ; les liens entre culture, spiritualité et théologie, particulièrement au cinéma.
Il a été président de la Société internationale de théologie pratique de 2014 à 2016. Il a été président des Archives du monde catholique (ARCA) de 2015 à 2020. Il est vice-président de l'Académie Internationale des Sciences Religieuses depuis 2019. Il a été expert de la commission de méthodologie pour le synode romain des évêques sur la synodalité (2021-2024). En 2021, il a créé l'EcclesiaLab, laboratoire de recherche sur les innovations dans l'Église.

## Ouvrages

### Ouvrages de recherche
- Entrer en théologie pratique, Louvain-la-Neuve, Presses Universitaires de Louvain, coll. « Cours universitaires », 2019, 2e éd. (1re éd. 2018), 188 p. (ISBN 978-2-87558-687-2)
- Synodes et concile en France. Bilan et perspectives (préf. Laurent Ulrich), Paris, Conférence des évêques de France, coll. « Documents Épiscopat » (no 5), 2016, 50 p. (ISSN 1257-2047)
- La Liturgie des Heures par tous les baptisés. L’expérience quotidienne du mystère pascal, Leuven, Peeters Publishers, coll. « Liturgia condenda » (no 23), 2009, 353 p. (ISBN 978-90-429-2121-4)[6].
  - Les Liturgies des synodes diocésains français 1983-1999 (préf. Stanislas Lalanne), Paris, Éditions du Cerf, coll. « Liturgie » (no 15), 2004, 509 p. (ISBN 2-204-07348-2)[2]

### Direction de collectifs de recherche
- avec Serge Goriely et Jean-Luc Maroy (dir.), Visions et apparitions au cinéma. L’instant de la révélation, Louvain-la-Neuve, Academia EME Éditions, 2023 (Esthétique et spiritualité 7), 250 p.  (ISBN 9782806641304). .
- avec Paul Servais et Françoise Mirguet (dir.), La sinisation du catholicisme après Vincent Lebbe. Continuités, ruptures et défis, Louvain-la-Neuve, Academia, 191 p. (coll. Rencontres Orient – Occident 23),  (ISBN 9782806132383).
- Lumen Vitae, vol. 75, no 4 « Le « tuilage » en pastorale. Comment faire du neuf sans désavouer le passé ? », 2020 (ISBN 9782873246143)(ISSN 0024-7324) [texte intégral]
- avec Gilles Routhier, Faire nôtre l'exhortation Amoris laetitia, Montréal/Paris, Médiaspaul, 2020.  (ISBN 9782897602826)
- avec Paul Servais, Trajectoires missionnaires en Asie orientale, Louvain-la-Neuve, PUL, 2019 (coll. Religio) 402 p.  (ISBN 978-2-87558-803-6).
- Donner du goût à nos liturgies, Namur, Lumen Vitae, 2018 (coll. Trajectoire 31), 100 p.  (ISBN 978-2-87324-595-5).
- avec Paul Servais, Chung Heng Shen et Éric de Payen, Vincent Lebbe et son héritage, Louvain-la-Neuve, Presses universitaires de Louvain, 2017, 264 p.  (ISBN 978-2-87558-587-5).
- avec Sébastien Fevry et Serge Goriely, Regards croisés sur Incendies. Du théâtre de Mouawad au cinéma de Villeneuve, Louvain-la-Neuve, Academia-Éditions L'Harmattan, 2016 (coll. Imaginaires) 142 p.  (ISBN 978-2-8061-0281-2).
- avec Axel Liégeois et Catherine Chevalier, Autorité et pouvoir dans l’agir pastoral, Namur, Lumen Vitae, 2016 (coll. Théologies pratiques), 378 p.  (ISBN 978-2873245535).
- avec Karlijn Demasure et Gabriel Monet, avec la collaboration de Marie-Rose Tannous, Vivre ensemble. Un défi pratique pour la théologie, Montréal – Namur, Éditions Novalis – Lumen Vitae, 2014 (coll. Théologies pratiques) 296 p.  (ISBN 978-2-87324-499-6).
- avec Serge Goriely et Sébastien Fevry, L’imaginaire de l’apocalypse au cinéma. Paris, Éditions L'Harmattan, 2012 (Structures et pouvoirs des imaginaires) 196 p.  (ISBN 978-2-296-96971-1)
- avec Frédéric Antoine, Le rire et les religions. Un couple explosif. Préface du Card. Godfried Danneels. Namur, Fidélité, 2011. 152 p., 25 illustrations.  (ISBN 978-2-87356-491-9).
- avec Ignace Ndongala Maduku, L’Église et les défis de la société africaine. Perspectives pour la Deuxième assemblée spéciale du synode des évêques pour l’Afrique. =  Annales de l’École théologique Saint-Cyprien [Yaoundé / Cameroun] vol. 12, no 23 (2009) 200 p.
- Enseignement de la religion et expérience spirituelle. Bruxelles, Lumen Vitae, 2007 (collection Haubans 2) 131 p.  (ISBN 978-2-87324-306-7).
- avec Martin Klöckener et Bruno Bürki, Présence et rôle de la Bible dans la liturgie[7]. Fribourg/Suisse : Academic Press Fribourg, 2006, 435 p.
- avec Martin Klöckener, Liturgia et Unitas. Liturgiewissenschaftliche und ökumenische Studien zur Eucharistie und zum gottesdienstlichen Leben in der Schweiz – Études liturgiques et œcuméniques sur l’Eucharistie et la vie liturgique en Suisse. In honorem Bruno Bürki. Fribourg – Genève, Academic Press Fribourg - Labor et Fides, 2001, 534 p.

### Ouvrages grand public
- (it) Mistero pasquale e Liturgia delle Ore. Una proposta innovativa per tutti (préf. Marco Gallo), Milano, Queriniana, coll. « Guide pour la prassi ecclesiale » (no 38), 2024, 176 p. (ISBN 978-88-399-2808-5)
- Sacrés objets, Montrouge, Bayard, 2019, 110 p. (ISBN 9-782-22749618-7)
- Les Expériences de mort imminente, Namur, Fidélité, coll. « Que penser de… ? » (no 76), 2010, 120 p. (ISBN 978-2-87356-455-1)
- Karl Leisner, Bruyères-le-Châtel, Nouvelle Cité, coll. « Prier 15 jours avec » (no 132), 2009, 128 p. (ISBN 978-2-85313-582-5)
- Guide pour comprendre la messe (préf. Bernard-Nicolas Aubertin), Paris, Mame, coll. « Les Fondamentaux », 2002, 249 p. (ISBN 2-7289-1038-3)

## Thèses de doctorat dirigées ou codirigées
- Franklin BUITRAGO ROJAS (Colombie), L’action de Dieu face à la souffrance humaine. Lecture théologique de récits de personnes déplacées à cause de la violence en Colombie (2013)
- Serge MAUCQ (Belgique), L’Église catholique en occident francophone, “minorité” dans la société et signe du Royaume de Dieu pour toute l’humanité (2013)
- Pascal DESTHIEUX (Suisse), Le silence dans la célébration de l’eucharistie. Une étude et une analyse des sources liturgiques d’après le concile Vatican II (cotutelle UCL-Fribourg 2014, copromoteur Martin Klöckener)
- Jean-Luc MAROY (Belgique), L’art cinématographique d’Andreï Tarkovski et ses enjeux théologiques (2016)
- Cyprien MBOUDOU MBASSI (Cameroun), L’entreprenariat social : pertinence théologique et pastorale pour l’Afrique subsaharienne (2016)
- Marius BOU THIA (Côte d'Ivoire), L’accompagnement spirituel au risque du désir. Une théologie pastorale à la croisée du psychique et du spirituel (2017)
- MMUNGA MWENEBULONGO MULONGOY (dit Pierre Mas1 MULENGWA) (RD Congo), Synodes et synodalité dans l’Église Protestante Unie de Belgique (1979-2005) (2019)
- Jorge FRAILE FABERO (Espagne), Interprétation de la prière de guérison et des guérisons dans le Renouveau charismatique espagnol. Contribution d’une théologie empirique (Université catholique de Lille 2019, copromoteur Jean-Baptiste Lecuit).
- Willy WELE-WELE (RD Congo), Des anciennes aux nouvelles paroisses. Recherche de théologie pratique à partir de la province ecclésiastique de Lille, Arras et Cambrai (2020)
- Justin MUANTUALI (RD Congo), Laïcs, Église, Monde. Genèse de la théologie du laïcat d’Yves Congar jusqu’à Vatican II (2021, copromoteur principal Joseph Famerée)
- Antoine REN (Chine), La théologie stylistique de la mission chez Christoph Theobald. Un nouveau paradigme pour penser et réaliser la mission chrétienne (2024)
- Reni MATHEW (sr. Prakasha) (Inde), A Wedding Procession towards the Heavenly Kingdom. A Theological Study of the Physical Gestures and Movements In the Liturgy of the Hours in the Syro-Malankara Rite (2024, copromoteur Pauly Maniyattu)
- Marie Anne FLORIN VITRY (France), Femmes et hommes, en conseil épiscopal. Du monde clos du pouvoir épiscopal à une pratique de la coresponsabilité ? (2025, copromotrice Céline Béraud)